# Jelenak, naselje
Jelenak este un sat din comuna Danilovgrad, Muntenegru. Conform datelor de la recensământul din 2003, localitatea are 119 locuitori (la recensământul din 1991 erau 97 de locuitori).

## Demografie
În satul Jelenak locuiesc 85 de persoane adulte, iar vârsta medie a populației este de 36,6 de ani (35,2 la bărbați și 37,8 la femei). În localitate sunt 35 de gospodării, iar numărul mediu de membri în gospodărie este de 3,40.
|  |

| Demografie | Demografie | Demografie |
| An         | Locuitori  | Locuitori  |
| ---------- | ---------- | ---------- |
|            |            |            |
|            |            |            |
|            |            |            |
|            |            |            |
| 1948       | 103        |            |
| 1953       | 109        |            |
| 1961       | 86         |            |
| 1971       | 80         |            |
| 1981       | 72         |            |
| 1991       | 97         | 97         |
| 2003       | 119        | 119        |

| \| Componența etnică conform recensământului din 2003[2] \| Componența etnică conform recensământului din 2003[2] \| Componența etnică conform recensământului din 2003[2] \| Componența etnică conform recensământului din 2003[2] \| Componența etnică conform recensământului din 2003[2] \| \| ----------------------------------------------------- \| ----------------------------------------------------- \| ----------------------------------------------------- \| ----------------------------------------------------- \| ----------------------------------------------------- \| \| \| \| \| \| \| \| Muntenegreni \| Muntenegreni \| \| 104 \| 87,39% \| \| Sârbi \| Sârbi \| \| 13 \| 10,92% \| \| necunoscută \| necunoscută \| \| 0 \| 0% \| |              |  |     |        |
| Componența etnică conform recensământului din 2003 |              |  |     |        |
| |              |  |     |        |
| Muntenegreni | Muntenegreni |  | 104 | 87,39% |
| Sârbi | Sârbi        |  | 13  | 10,92% |
| necunoscută | necunoscută  |  | 0   | 0%     |